# Мохсін Харсі
Мохсін Харсі (араб. محسن حارثي, нар. 17 липня 1976) — саудівський футболіст, що грав на позиції захисника, зокрема, за клуб «Аль-Наср» (Ер-Ріяд), а також за національну збірну Саудівської Аравії, у складі якої був учасником чемпіонату світу 2002 року.

## Клубна кар'єра
У дорослому футболі дебютував 1998 року виступами за команду клубу «Аль-Наср» (Ер-Ріяд), в якій провів вісім сезонів. 
Протягом 2006—2007 років захищав кольори команди клубу «Аль-Фейха».
Завершив професійну ігрову кар'єру у клубі «Охуд», за команду якого виступав протягом 2007—2009 років.

## Виступи за збірну
1999 року дебютував в офіційних матчах у складі національної збірної Саудівської Аравії. Протягом кар'єри у національній команді, яка тривала 4 роки, провів у формі головної команди країни 22 матчі, забивши 1 гол.
У складі збірної був учасником розіграшу Кубка конфедерацій 1999 року у Мексиці, де взяв участь у всіх п'яти матчах своєї команди, яка вийшла з групи, проте програла обидва матчі плей-оф — у півфіналі бразильцям та в матчі за третє місце збірній США.
За три роки був включений до заявки збірної на чемпіонат світу 2002 року, що проходив в Японії і Південній Кореї, проте в матчах мундіалю на поле не виходив.

## Титули і досягнення
- Переможець Кубка арабських націй: 1998